# Труута
Тру́ута (ест. Truuta küla) — село в Естонії, у волості Отепяе повіту Валґамаа.

## Населення
Чисельність населення на 31 грудня 2011 року становила 11 осіб.